# سیارک ۱۵۳۰
سیارک ۱۵۳۰ (به انگلیسی: 1530 Rantaseppa، نامگذاری:1938SG) هزار و پانصد و سیمین سیارک کشف شده‌است که در ۱۶ سپتامبر ۱۹۳۸ کشف شد.
قدر مطلق سیارک برابر ۱۳٫۱۰ است.